# Kasteel Palmse
Het Kasteel Palmse (Duits: Gutshaus Palms) is een landhuis in het Estse dorp Palmse in de gemeente Haljala.

## Geschiedenis
Het landhuis en daarbij behorende landgoed waren in de 13e eeuw in het bezit van de Cisterciënzer nonnen van het klooster van Sint-Michael in Tallinn. In 1510 ruilden de nonnen Palmse tegen Nabala, dat dichter bij Tallinn ligt. Daarna kwam het landgoed in handen van Duits-Baltische adel. In de periode 1522-1677 was het landgoed in handen van de familie Metztacken, tussen 1677 en 1919 van de familie von der Pahlen.
Tijdens de Lijflandse Oorlog gingen de gebouwen op het landgoed grotendeels verloren. Pas na de Wapenstilstand van Altmark van 1629 begon de herbouw. In 1697 werd een nieuw hoofdgebouw neergezet, ontworpen door de architect Jacob Staël von Holstein in opdracht van Gustav Christian von der Pahlen. Tijdens de Grote Noordse Oorlog werd het gebouw met de grond gelijk gemaakt. Arend Dietrich von der Pahlen, zelf architect, liet het in 1730 opnieuw opbouwen. In de jaren 1782-1785 werd het landhuis gerenoveerd onder leiding van de architect Johann Caspar Mohr, die ook het Stenbockhuis in Tallinn ontwierp.
Halverwege de 18e eeuw bestond de kern van het landgoed uit ongeveer twintig gebouwen. Op het landgoed werd een eigen merk wodka gestookt. Bovendien bezat de familie von der Pahlen een baksteenfabriek in Võsu. Tegen het eind van de 19e eeuw had het landgoed een oppervlakte van meer dan 10.000 hectare. Het grootste deel was bos en moeras, maar 384 hectare was akkerland en 549 hectare hooiland. Rond 900 pachters waren werkzaam op het landgoed.
In 1919 onteigende het net onafhankelijk geworden Estland het landgoed van Palmse. In 1923 werd het opgedeeld onder de pachters en viel het uiteen in een groot aantal  kleine boerderijen.

## Museum
In 1971 werd het Nationaal park Lahemaa gesticht, waarvan ook het dorp en een deel van het vroegere landgoed Palmse deel uitmaken. In de jaren 1975-1985 werd het landhuis gerestaureerd. De restauratie werd een voorbeeld voor andere monumenten, te beginnen met het landhuis van Rägavere. In 1986 ging het landhuis van Palmse als museum open voor het publiek. De collectie geeft een overzicht van het leven op en de architectuur van de Estische landgoederen. Het landhuis ligt in een park, waarin ook een aantal bijgebouwen liggen, zoals een palmenhuis, een badhuis, een smidse en een prieel. Ook een hotel (in de voormalige wodkastokerij) en een koffiehuis bevinden zich in het park.

## Foto's

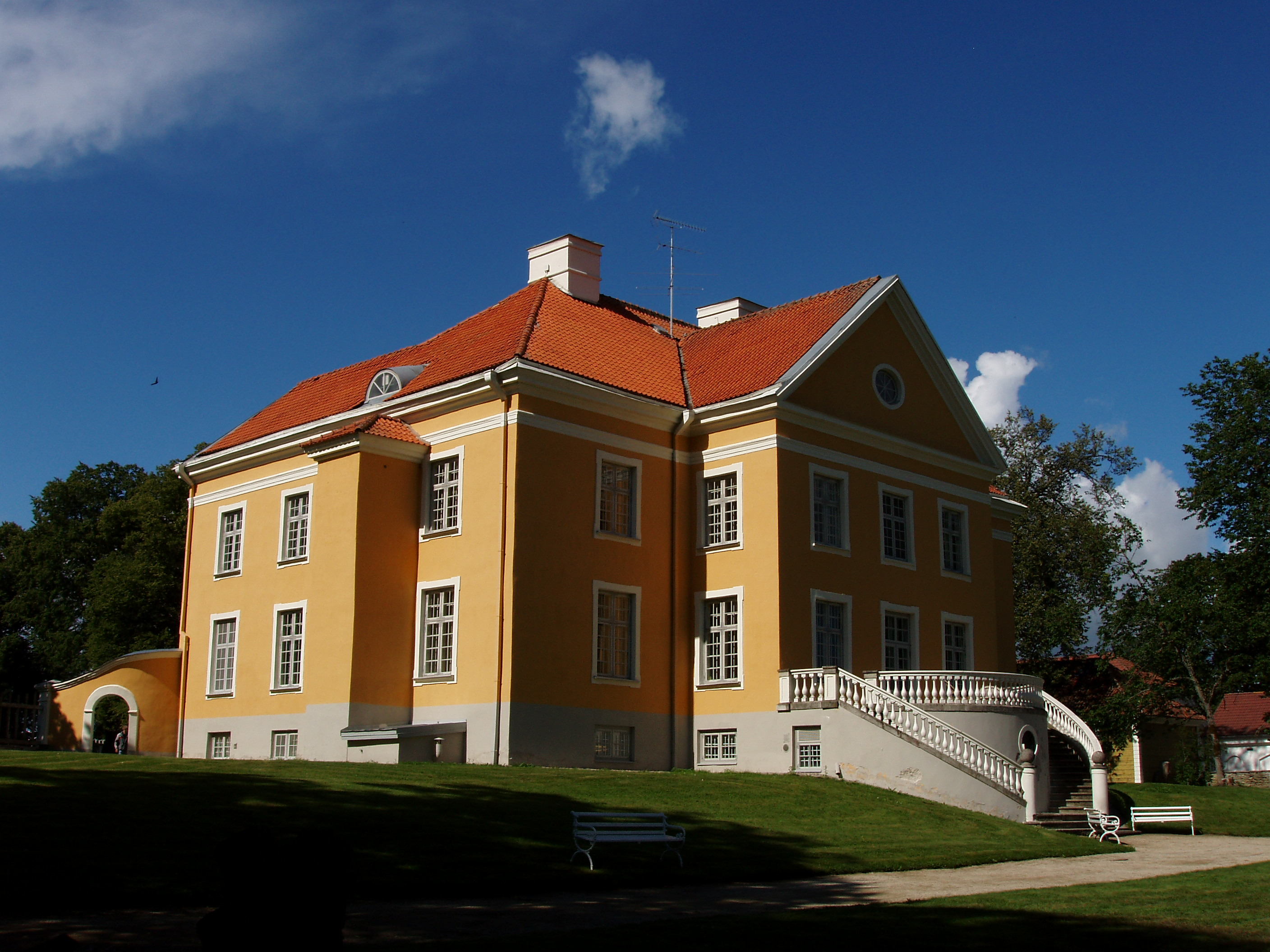
Het landhuis, achterkant
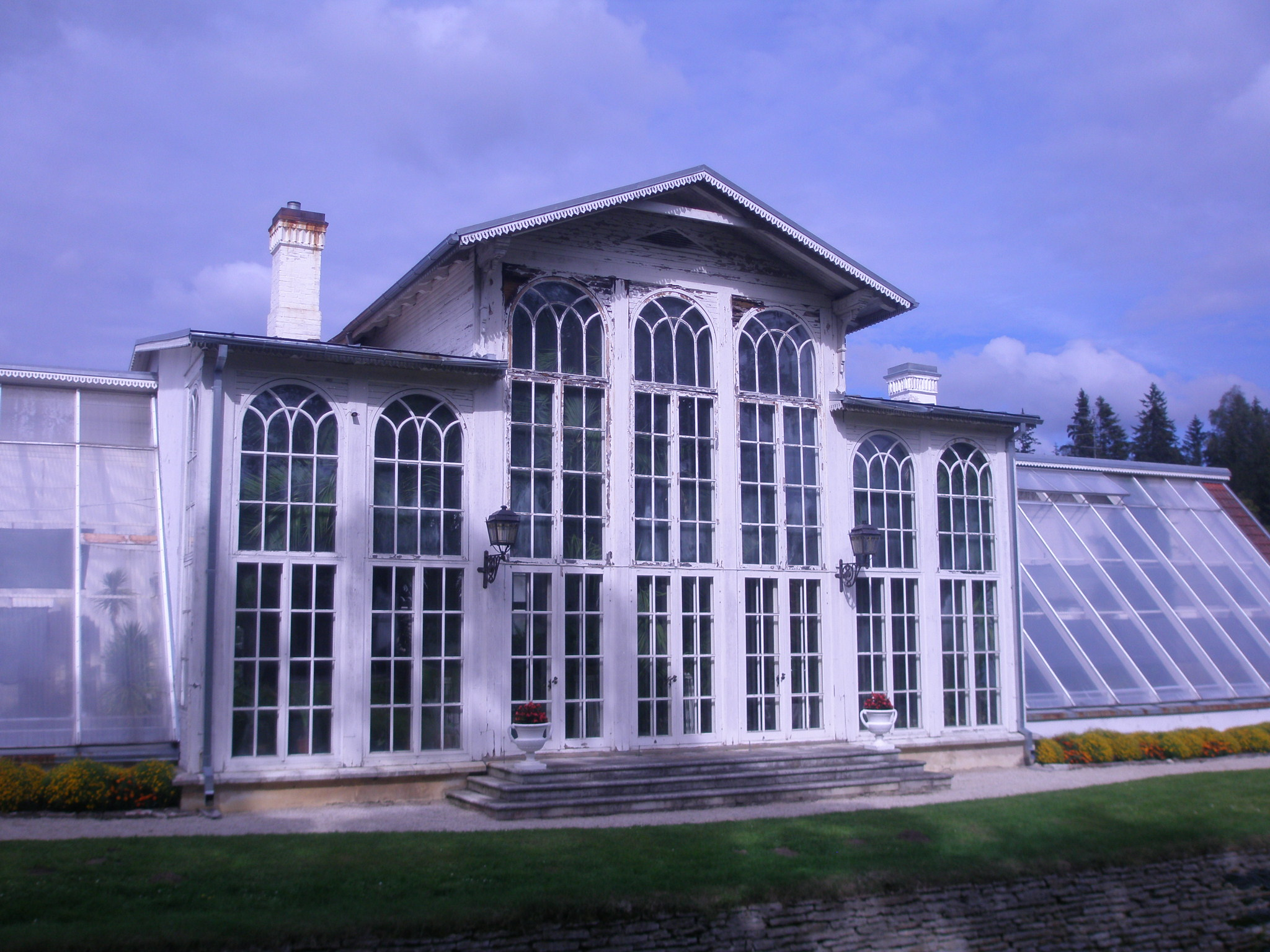
Het palmenhuis
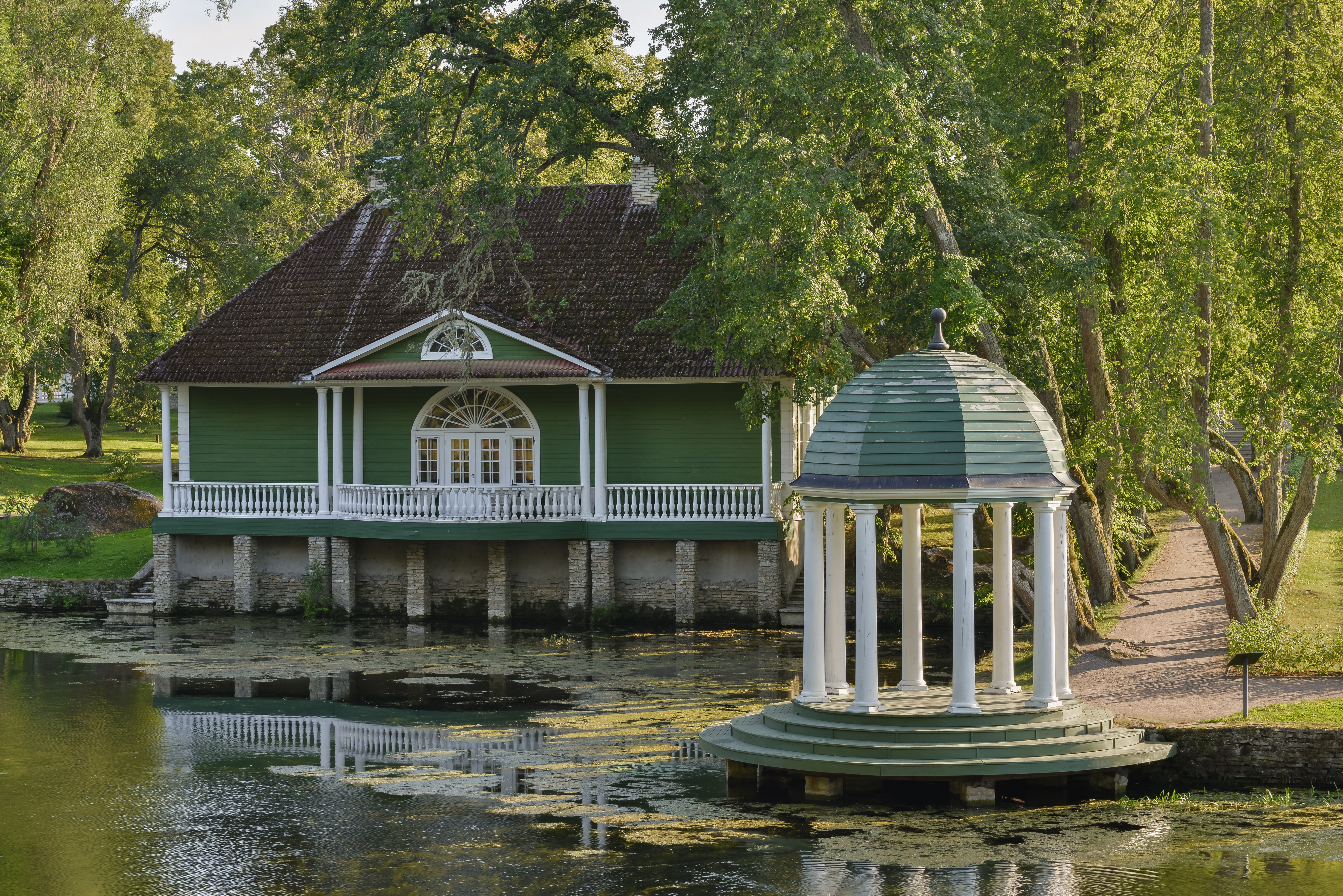
Het badhuis en het prieel
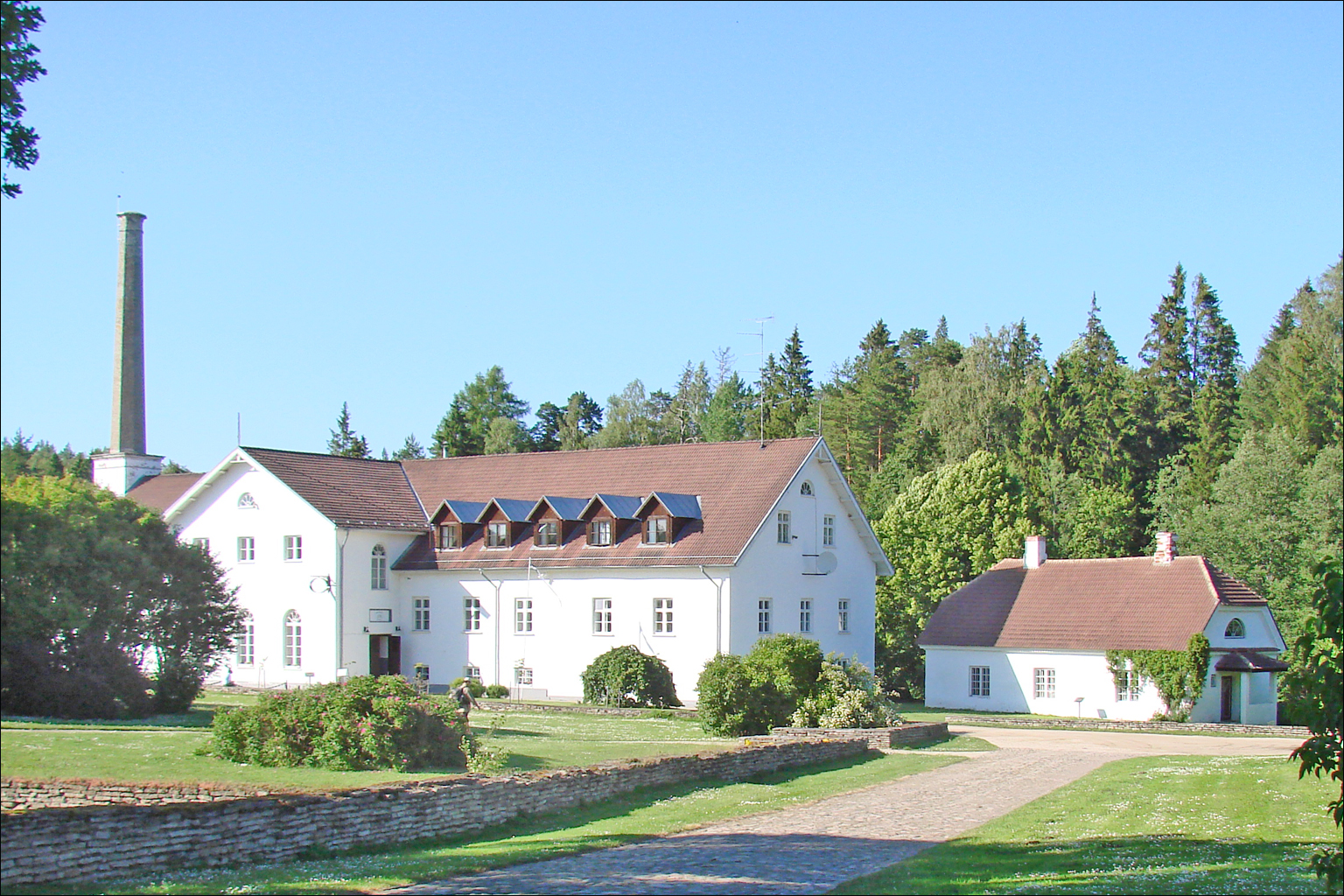
De wodkastokerij, nu hotel
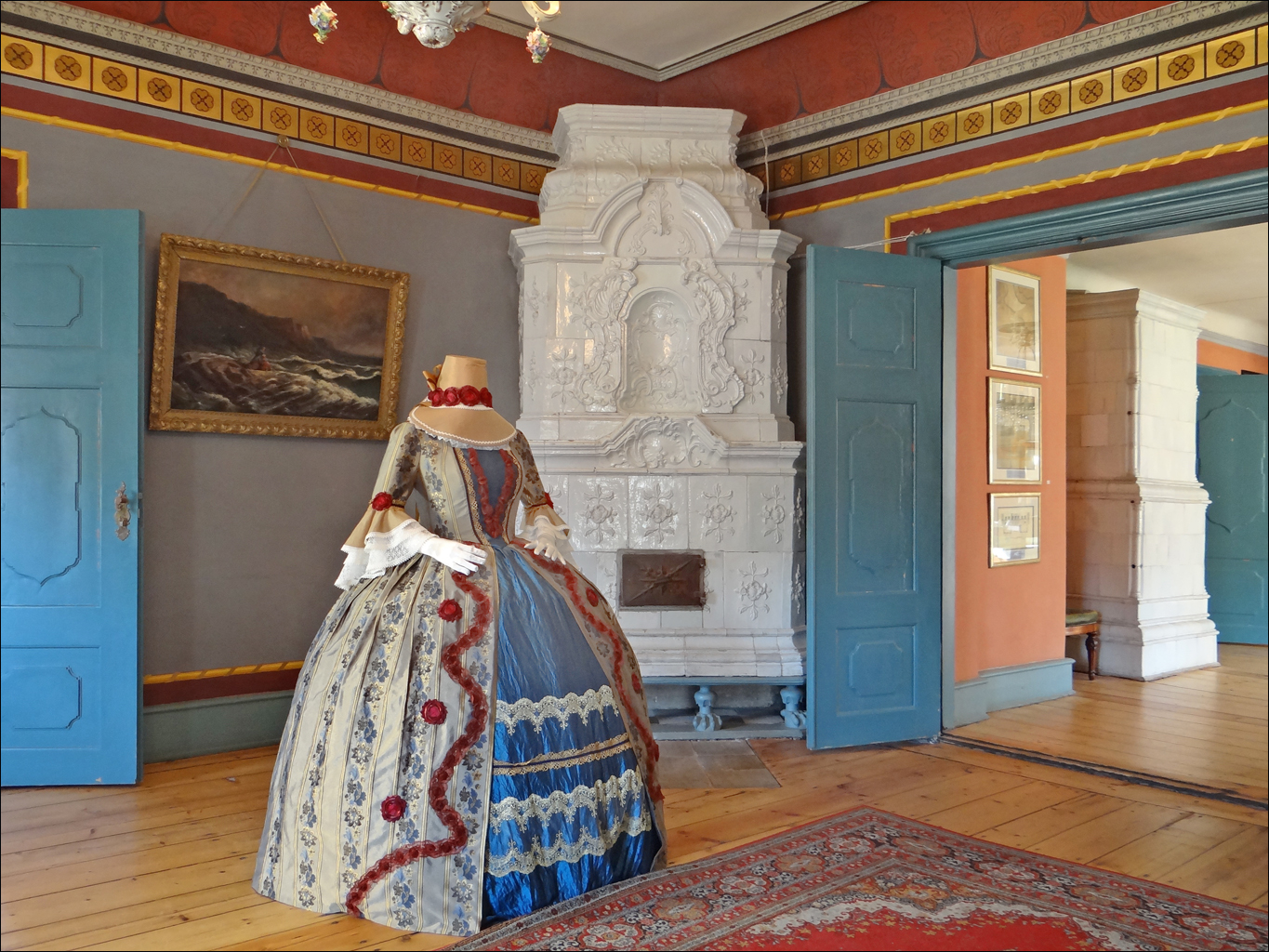
In het museum
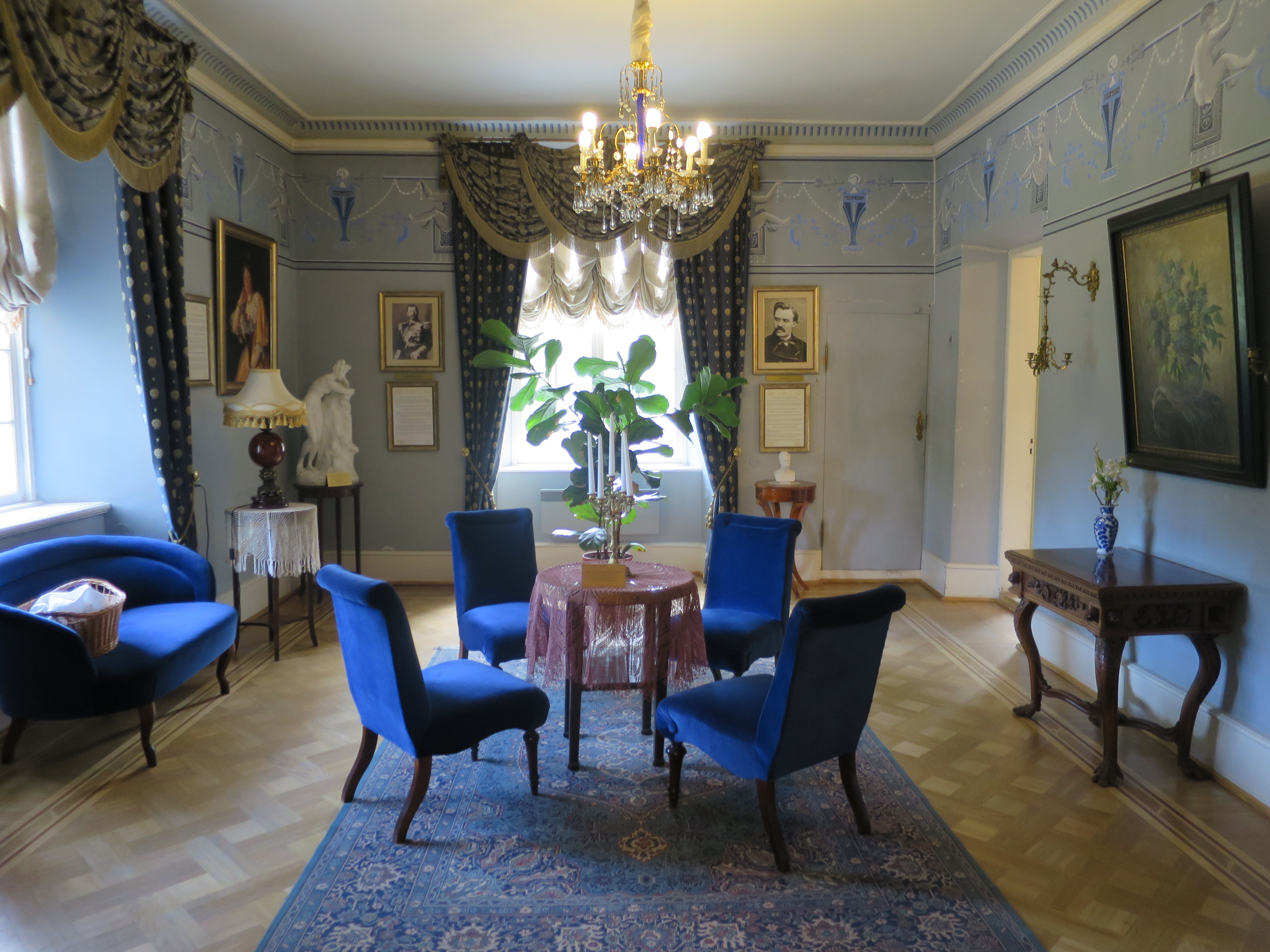
In het museum